# Łękuk Wielki
Łękuk Wielki (deutsch Groß Lenkuk) ist ein kleiner Ort in der polnischen Woiwodschaft Ermland-Masuren. Er ist ein Wohnplatz in der Ortschaft Podleśne (Knobbenort) innerhalb der Landgemeinde Kruklanki (Kruglanken) im Powiat Giżycki (Kreis Lötzen).

## Geographische Lage
Łękuk Wielki liegt am Nordostufer vom Großen Lenkuk-See (polnisch Jezioro Łękuk) im nördlichen Osten der Woiwodschaft Ermland-Masuren. Die einstige Kreisstadt Angerburg (polnisch Węgorzewo) liegt 22 Kilometer in nordwestlicher Richtung, und die jetzige Kreismetropole Giżycko (Lötzen) ist in südwestlicher Richtung 20 Kilometer entfernt.

## Geschichte
Das kleine Dorf mit seinem Gut wurde 1699 gegründet. In den Folgejahren Lenkuck (nach 1785), Lenkuk (vor 1898) und mit Zusatz Groß Lenkuk (bis 1945) genannt, wurde es im Jahre 1874 in den neu errichteten Amtsbezirk Kutten (polnisch Kuty) eingegliedert, der zum Kreis Angerburg im Regierungsbezirk Gumbinnen der preußischen Provinz Ostpreußen gehörte. Im Jahre 1910 hatte Groß Lenkuk 60 Einwohner.
Am 30. September 1928 verlor Groß Lenkuk seine Eigenständigkeit und wurde mit Frankenort (polnisch Jeleni Róg) in die Nachbargemeinde Knobbenort (polnisch Podleśne) eingemeindet.
In Kriegsfolge kam Groß Lenkuk 1945 mit dem gesamten südlichen Ostpreußen zu Polen und trägt seither die polnische Ortsbezeichnung „Łękuk Wielki“. Heute ist es nur noch ein Wohnplatz in der Ortschaft Podleśne (Knobbenort) im Verbund der Landgemeinde Kruklanki (Kruglanken), die jetzt dem Powiat Giżycki (Kreis Lötzen) zugeordnet ist, vor 1998 der Woiwodschaft Suwałki, seither der Woiwodschaft Ermland-Masuren zugehörig.

## Religionen
Kirchlich war Groß Lenkuk bis 1945 in die evangelische Kirche Kutten bzw. in die katholische Kirche Zum Guten Hirten Angerburg eingepfarrt.
Heute gehört Łękuk Wielki zur katholischen Pfarrei Kruklanki bzw. zur evangelischen Pfarrei Giżycko (Lötzen) mit der Filialgemeinde Pozezdrze (Possessern, 1938 bis 1945 Großgarten).

## Verkehr
Łękuk Wielki ist auf einer Nebenstraße zu erreichen, die von Jansieniec (Groß Eschenort) über Żabinka (bis 2010: Żabinki, bis 1938 Zabinken, 1938 bis 1945 Hochsee) nach Diabla Góra (Teufelsberg) führt.